# Храм Параскевы Пятницы (Туголес)
Храм Святой Мученицы Параскевы Пятницы (Пятницкий храм) — православный храм в селе Туголес городского округа Шатура Московской области. Входит в состав Шатурского благочиния Балашихинской епархии Русской православной церкви.
Главный престол освящён в честь Казанской иконы Божией Матери, приделы — во имя Серафима Саровского, во имя Параскевы Иконийской и во имя Тихона, Патриарха Всероссийского.

## История
В середине XVIII века была построена холодная деревянная церковь Параскевы Пятницы.
В 1847 году рядом построена тёплая церковь в честь Казанской иконы Божией Матери.
По данным 1890 года в состав прихода, кроме села, входили деревни Лузгаринская, Кузяевская, Вяхирево, Старая Курьяниха, Новая Курьяниха, Яковлево, Климовская, Горяновская, Мелеховская, Инюшинская, Ананкино, Новое Алексино, Старое Алексино, Харинская, Васюковская и Варюковка.
В 1897—1916 годы на народные пожертвования был возведён каменный храм. Центральный престол освящен в честь Казанской иконы Божией Матери, левый — во имя святой великомученицы Параскевы, правый — во имя преподобного Серафима Саровского. В советские годы храм не закрывался. В конце 1980-х была построена звонница, а в 1990-х расширена территория храма.